# Принія джунглева
Принія джунглева (Prinia sylvatica) — вид горобцеподібних птахів родини тамікових (Cisticolidae). Мешкає в Індії, Непалі, Бангладеш і на Шрі-Ланці.

## Опис

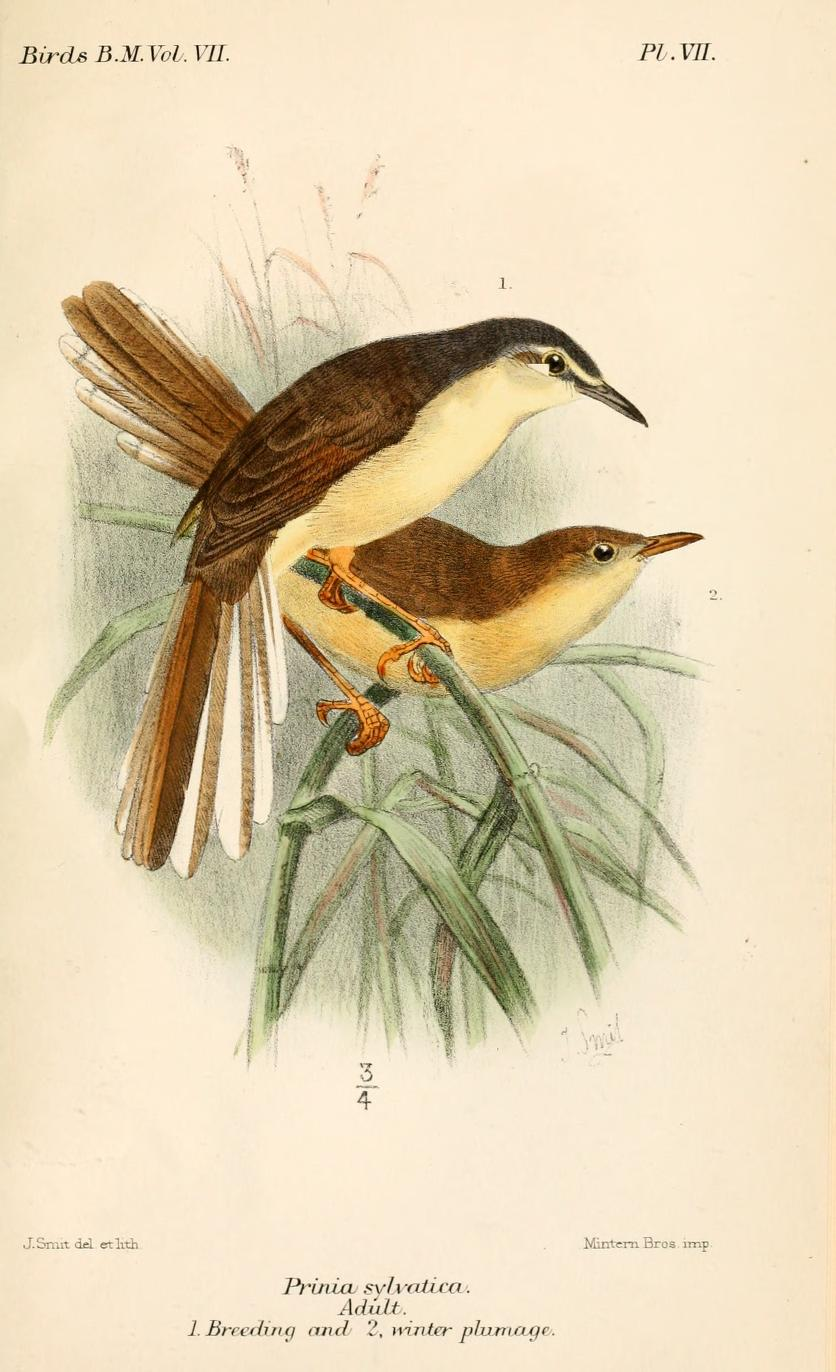
Джунглеві принії в гніздовий (1) і негніздовий (2) періоди

Довжина птаха становить 15 см. Виду не притаманний статевий диморфізм. Під час сезону розмноження верхня частина тіла сіро-коричнева, надхвістя коричневе, над очима невеликі білі "брови". Краї крил рудуваті, край хвоста білий. Нижня частина тіла білувато-охриста. У самців дзьоб темніший. В позагніздовий період верхня частина тіла стає коричневою, а нижня частина тіла більш охристою. Хвіст стає довшим. Представники шрі-ланкійського підвиду P. s. valida впродовж всього року зберігають гніздове забарвлення, хвіст у них коротший, однак білих плям на кінці хвоста і білих "брів" представники підвиду не мають.

## Підвиди
Виділяють п'ять підвидів:
- P. s. insignis (Hume, 1872) — північний захід Індії;
- P. s. gangetica (Blyth, 1867) — північ Індії, південний захід Непалу, захід Бангладеш;
- P. s. mahendrae Koelz, 1939 — схід Індії;
- P. s. sylvatica Jerdon, 1840 — центр і південь Індії;
- P. s. valida (Blyth, 1851) — Шрі-Ланка.

## Поширення і екологія
Джунглеві принії живуть в чагарникових заростях, на пасовищах і на луках, зокрема на заплавних.